# II. Honoriusz pápa
II. Honoriusz (Fanagno [ma Casalfiumanese község része], 1060. február 9. – Róma, 1130. február 13.) a katolikus egyház fejeként a 163. pápa. Az eredetileg szegény családból származó Honoriusz korának egyik legkiválóbb politikusa és diplomatája volt, akinek tisztelete nem volt kérdéses az egyházon belül. Mégis a wormsi konkordátum oroszlánrészét magára vállaló Honoriusz csak nehezen tudta elfoglalni a pápai trónt. Ezen felül azonban diplomáciai sikereit nem zárta le a konkordátum megszületése után. A Német-római Birodalom élére pontifikátusa alatt új uralkodót választottak, ugyanis a makacs V. Henrik császár meghalt.

## Életének és pályájának kezdetén
Eredetileg Lamberto Scannabecchi avagy későbbi nevén Ostiai Lambert néven született az Imola környékén elterülő Fagnano városában. Sok elődjéhez képest ő nem nemesi családból származott, sőt igen szerény körülmények között nőtt fel. A vallásos család, gyermeke egyetlen lehetőségét a jobb életre, az egyházban látta, ezért fiatalon az Úr szolgálatába állították. Az évek során fény derül Lambert kivételes fogékonyságára és tudására. Bologna archidiakónusa lett, és hamarosan az egyházfő, II. Paszkál is felfigyelt az ifjú archidiakónus tudására, ezért Rómába hívta, ahol hamarosan a Laterán egyik kanonokja lett. 1099-ben a Santa Prassede-templom címzetes bíborosává szentelték fel, majd 1117-ben Ostia és Velletri püspöke lett.
Rangja és tisztelete az egyházon belül azonban sokkal több lábon állt, mint kizárólag csak a tudásán. Egyike volt azon hűséges kardinálisoknak, akik II. Geláz pápa mellett kiálltak, és elkísérték franciaországi száműzetésébe. Geláz halála után ott volt Clunyban Kallixtusz megválasztásánál. A törekvő, új pápa fontos tanácsadója és közeli barátja lett, akit Kallixtusz megbízott az invesztitúrakérdés rendezésével, és 1119-ben Strasbourgba küldte, hogy tárgyaljon V. Henrik császár követeivel. A tárgyalások lezártával részt vett a reimsi zsinaton, ahol végül Kallixtusz kiközösítette Henriket, ugyanis az nem tartotta be a strasbourgi egyezményt. Az átok kihirdetése után Lambert visszatért Németországba, és éveken keresztül próbált közvetíteni a pápa és a császár között. Igen nagy része volt a wormsi konkordátum létrejöttében, és egyes egyházi krónikák Lambert iránti tiszteletük jeleként néha Pactum Lambertinek nevezik a konkordátumot. Érdemeinek elismeréseképpen Kallixtusz megengedte Lambertnek, hogy ő vonja vissza Henrik fejéről az egyházi átkot. 1124. december 13-án meghalt Kallixtusz, és ezzel elkezdődött Lambert egyik legzavarosabb időszaka.

## Pápaként az egyház élén

### Rögös út a valódi hatalomig
Kallixtusz halála után ismét két vonalon indult meg az egyházfő pótlásának folyamata. Rómában a San Pancratio-templomban a bíborosok kollégiuma 1124. december 15-én megválasztották Kallixtusz helyére Teobaldo Buccapecust, aki felvette a II. Celesztin uralkodói nevet. A választást azonban megzavarta a császárpárti római nemesség, akik Roberto Frangipani vezetésével betörtek a templomba, és V. Henrik óhaját közvetítve Lambertet akarták a pápai trónra emelni. A fegyverek hatására a pápaválasztók elfogadták a császár akaratát, és végül kényszerből Lambertet is megválasztották Szent Péter trónjára. Lambert ekkor vette fel a II. Honoriusz nevet.
Az egyházat jelentősen megosztó választásba Honoriusz sem tudott belenyugodni, ráadásul az ő megválasztásával párhuzamosan II. Celesztin nem mondott le a trónról, és a bíborosok sem szólították fel erre. Ezért Honoriusz úgy döntött, hogy ismét összehívja a pápaválasztókat, és megméretteti magát Celesztinnel szemben. Az újabb választás már Honoriusz sikerét hozta, és Celesztin lemondott trónjáról. A zavaros helyzet tehát megoldódott, és 1125-től kezdve már törvényes pápaként kezdhette meg pontifikátusát.

### A megüresedett német trón
Honoriusz legnagyobb diplomáciai sikere már rögtön pápasága első felében megtörtént, és éppen az őt hatalomra segítő császári udvarral volt kapcsolatban. 1125. május 23-án meghalt V. Henrik, a Német-római Birodalom császára. Honoriusz a hír hallatára azonnal követeket küldött Németországba, akik Adalbert, mainzi érsek kíséretében érkeztek meg a királyválasztó gyűlésre. Honoriusz követeinek az volt a feladata, hogy ügyeljenek arra, hogy a trónt olyan uralkodó foglalja el, aki nem rúgja fel a wormsi konkordátumot, és tiszteletben tartja az egyház jogait. A megválasztott III. Lothár, Supplinburg grófja az egyház diadalát hozta.
Lothár koronázási beszédében a pápa főségét elismerte a világi hatalommal szemben, és egyúttal kérte Honoriusz beleegyezését császárrá koronázásához. A pápa ezt örömmel meg is adta neki, főleg azután, hogy Lothár még a konkordátum keretein túl is privilégiumokat biztosított az egyháznak. A római koronázás után Hohenstauf Konrád fellázadt Lothár ellen, és Monzában Itália királyává koronáztatta magát Anselmo, milánói érsekkel. A pápa azonnal kiátkozta Anselmot és Konrádot, ezzel teljesen ellehetetlenítve a lázadást.

### Angol érsekségek
Már Kallixtusz pontifikátusa alatt is igen kényes helyzet alakult ki Angliában a yorki érsekség hatalma körül, de Honorius idejére a kérdésre egyértelmű megoldást kellett találni. I. Henrik, Anglia királya ragaszkodott ahhoz, hogy az egyházi ügyeket a canterburyi érsek intézze, aki állandó pápai követként a legmagasabb rangú egyházi méltóság az országban. Ezért az ő feladata meghatározni a yorki érsek hatalmát. Honoriusz több levelet is írt az angol királyi udvarba, de mivel egyiknek sem volt hatása, 1125-ben Jánost, Crema bíborosát nevezte ki pápai követnek, és Angliába küldte. A bíboros sokáig Normandiában tartózkodott, ugyanis Henrik nem akarta országába engedni. Végül az egyházi átokkal való fenyegetés miatt engedett Jánosnak.
A bíboros elsőként Skóciába igyekezett, ahol Roxburghben találkozott I. Dávid, skót királlyal, és zsinatot hívott össze. A zsinaton a skót püspökök és a yorki érsek közötti vitát simították el, majd Skóciában is a kánoni törvények közé vették az egyházi fegyelem tételeit. Majd szeptemberben Westminsterbe hívta össze az angol klérust, ahol kiemelte a cölibátust és a szimónia elutasítását. Vilmos canterburyi érsekkel is tárgyalt, amelynek következtében úgy tűnt, hogy az angol egyházi viták egy időre elülnek.

### Honoriusz, Európa pápája
Honoriusz követeket küldött Dániába is, hogy az ott fennálló egyházi vitát elsimítsa, és felbonttatta Vilmos, Normandia hercegének házasságát az Anjoukkal, mert azt békeszerződés tiltotta. Az egyházfő 1126. február 26-án elismerte a premontrei rendet és később a templomos lovagokat is ő szentesítette.
Azonban Honoriusz pontifikátusa nem csupán diplomáciai sikerekről szólt. Még uralkodásának kezdetén háború tört ki Itália déli részén, a Szentszékhez általában hű normann hercegek között. II. Roger, Szicília grófja támadást indított unokatestvére, Vilmos, Apulia hercegének területei ellen. Roger területszerző hadjárata azonban sértette az egyházi érdekeket, ugyanis Vilmos saját területeit az egyháznak ajánlotta fel. Honoriusz azonnal átokkal sújtotta Rogert, és sereget toborzott az egyház jogos birtokainak védelmére. A háború azonban egyik részről sem ért el eredményeket.. Ezért a pápa és a gróf 1128 augusztus 22-én békét kötöttek. Ennek értelmében Roger az egyház hűbéreseként uralkodhatott Apulia felett, cserébe a grófnak le kellett mondania Benevento és Capua követeléséről
Az energikus Honoriusz közel  ötéves  uralkodás után 1130. február 13-án hunyt el.

## Művei
- Documenta Catholica Omnia (latin nyelven). (Hozzáférés: 2011. december 6.)